# 银城街道 (德兴市)
银城街道，是中华人民共和国江西省上饶市德兴市下辖的一个乡镇级行政单位。

## 行政区划
银城街道下辖以下地区：
银泉社区、水绿桥社区、肯堂山社区、武安路社区、岁寒山社区、凤仪门社区、银山社区、胜利亭社区、彩虹桥社区、天门山社区、新南社区、吊钟村和德兴铜矿朱家坪社区。